# Ducado de Cléveris

Ducado de Cléveris en 1648.

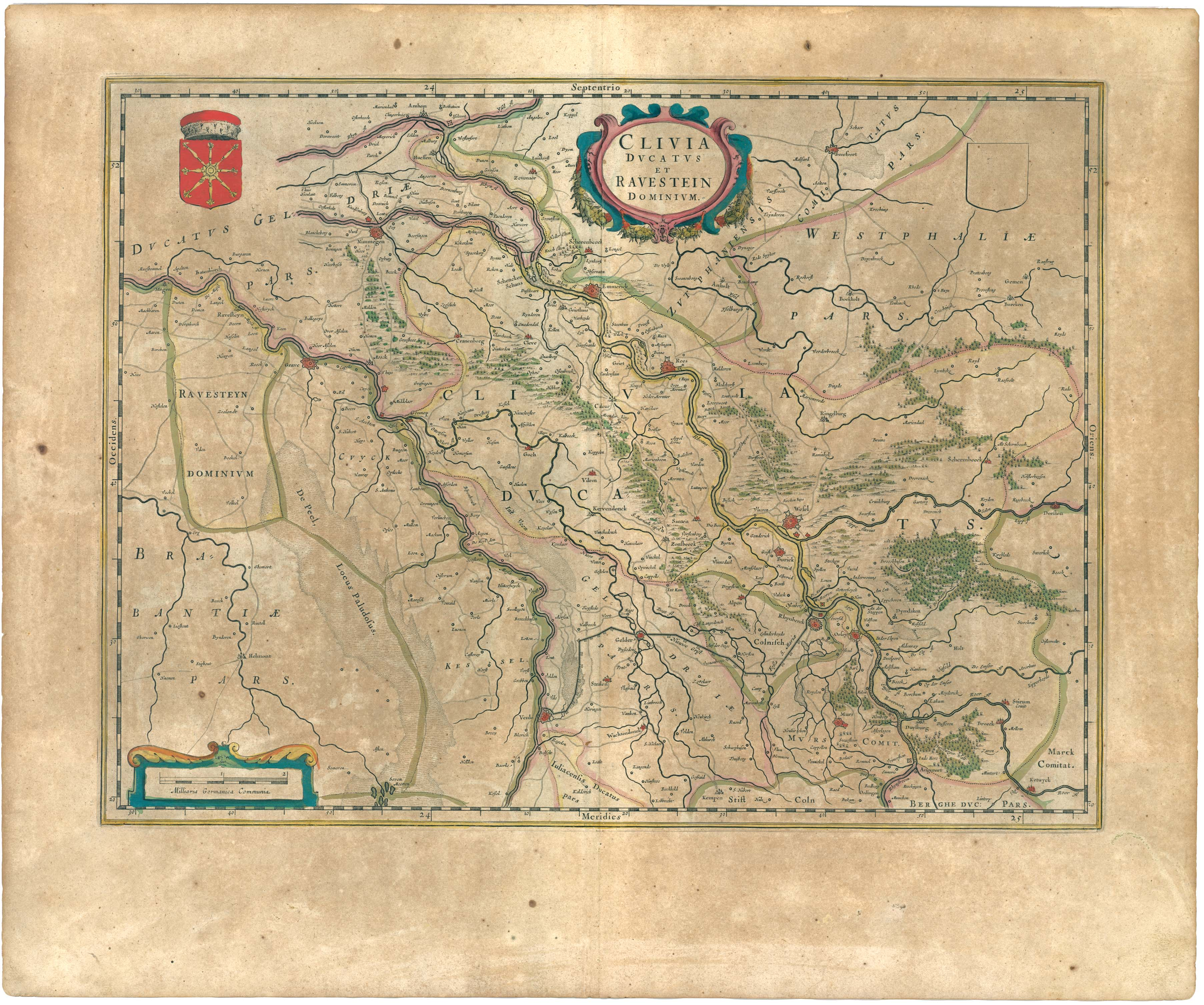
Mapa del dominio del Ducado de Cleves y Ravenstein de Theatre of the World, o un nuevo atlas de mapas y representaciones de todas las regiones, editado por Willem y Joan Blaeu, 1645.

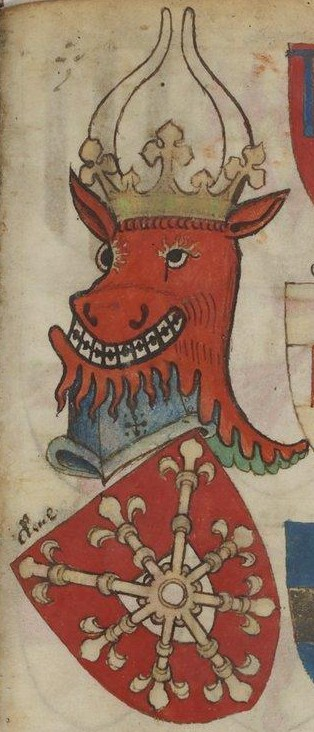
Antiguo escudo de armas de la familia Cleves.

El ducado de Cléveris (en alemán: Herzogtum Kleve; en neerlandés: Hertogdom Kleef) fue un Estado del Sacro Imperio Romano Germánico en la actual Alemania (parte del estado federado de Renania del Norte-Westfalia) y los actuales Países Bajos (partes de Limburgo, Brabante Septentrional y Güeldres). Su territorio estaba situado en los dos lados del río Rin, alrededor de su capital Cléveris, y cubría aproximadamente los distritos actuales de Cléveris, Wesel y la ciudad de Duisburgo.

## Historia
El condado de Cléveris (en alemán: Grafschaft Kleve; en neerlandés: Graafschap Kleef) fue mencionado por primera vez en el siglo XI. Por éxitos militares y una prudente política de bodas, el poder de los condes de Cléveris creció al final del siglo XIII, y en 1417 el conde Adolfo II fue ascendido a duque. La historia del ducado está relacionada de cerca con la de sus vecinos, los ducados de Jülich, Berg y Güeldres y el condado de Mark. En 1368 se unieron Cléverís y Mark. En 1521 con Jülich, Berg, Cléveris y Mark fueron formados los “Ducados Unidos de Jülich-Cléveris-Berg” por el duque Juan III el Pacífico. Ana de Cléveris (1515-57), reina consorte de Inglaterra en 1540, fue una hija de este duque.
Cuando el último duque de Jülich-Cléveris-Berg murió sin hijos en 1609, estalló una guerra por la sucesión. Como resultado el ducado fue dividido entre Palatinado-Neoburgo (Jülich y Berg) y Brandeburgo (Cléveris, Mark y Ravensberg) en el tratado de Xanten (1614). Sin embargo, grandes partes del ducado de Cléveris fueron ocupadas por las Provincias Unidas hasta 1672. Cléveris fue una parte del Reino de Prusia desde 1701, cuando fue ocupado temporalmente por los franceses en la guerra de los Siete Años (1757-62).
En 1795, después de las guerras revolucionarias francesas, los prusianos dejaron la parte a la izquierda del Rin y Wesel a los franceses, y la región formó parte de su provincia del Rin. El resto del ducado fue ocupado entre 1803 y 1805, y fue parte del “Département d´Yssel-Supérieur” y del gobierno títere del “Gran Ducado de Berg” (después de 1811, el “Département des Lippe)”. En 1815, después de la derrota de Napoleón, el ducado pasó a integrar la provincia prusiana de “Jülich-Cléveris-Berg”, que formó una parte de la “provincia del Rin” después de 1822. Como resultado del congreso de Viena en 1815, las ciudades de Gennep, Zevenaar y Huissen fueron anexadas por el “Reino Unido de los Países Bajos”.

## Soberanos de Cléveris

### Condes de Cléveris
- 1092-1119 Teodorico I.
- 1119-1147 Arnoldo I.
- 1147-1172 Teodorico II.
- 1172-1188 Teodorico III.
- 1188-1198 Teodorico IV.
- 1198-1201 Arnoldo II.
- 1201-1260 Teodorico V.
- 1260-1275 Teodorico VI.
- 1275-1305 Teodorico VII.
- 1305-1310 Otón.
- 1310-1347 Teodorico VIII.
- 1347-1368 Johann.

### Condes de Cléveris-Mark
- 1368-1394 Adolfo I de Mark.
- 1394-1448 Adolfo II.
- 1448-1481 Juan I.
- 1481-1521 Juan II.

### Duques de Cléveris-Mark-Jülich-Berg-Ravensberg
- 1521-1539 Juan III.
- 1539-1592 Guillermo.
- 1592-1609 Juan Guillermo.
- 1614-1619 Juan Segismundo.